# Una vida de mujer
Una vida de mujer, título original en francés Une histoire simple, es el nombre de una película francesa de 1978 dirigida por Claude Sautet. Estuvo protagonizada por Romy Schneider y Bruno Cremer. La película recibió una nominación en el Oscar a la mejor película de habla no inglesa.
Además, fue la segunda victoria en los premios Cesar para Romy Schneider quien obtuvo el premio como mejor actriz. 

## Reparto
- Romy Schneider como Marie.
- Bruno Cremer como Georges.
- Claude Brasseur como Serge.
- Roger Pigaut como Jérôme.
- Arlette Bonnard como Gabrielle.
- Francine Bergé como Francine.
- Sophie Daumier como Esther.
- Éva Darlan como Anna.
- Nadine Alari como la ginecóloga.